# Més enllà de Rangun
Més enllà de Rangun (títol original: Beyond Rangoon) és una pel·lícula britanico-estatunidenca dirigida per John Boorman el 1995. És l'adaptació d'una història verdadera dels esdeveniments polítics de 1988 a Birmània. Ha estat doblada al català.

## Argument
Des de l'homicidi del seu marit i del seu fill, Laura Bowman viu plegada sobre ella mateixa, presonera del seu dolor. Per intentar oblidar, se'n va de viatge turístic a Àsia Sud-oriental. De resultes de la pèrdua del seu passaport, Laura és obligada de quedar-se a Rangun (capital de Birmània). En aquest país, esquinçat per la guerra civil, esclaten els aixecaments. Laura ha de fugir del país.

## Repartiment
- Patricia Arquette: Laura Bowman
- U Aung Ko: U Aung Ko
- Frances McDormand: Andy Bowman
- Spalding Gray: Jeremy Watt
- Tiara Jacquelina: San San, recepcionista
- Kuswadinath Bujang: coronel a l'hotel
- Victor Slezak: Mr. Scott
- Jit Murad: Sein Htoo
- Ye Myint: Zaw Win
- Cho Cho Myint: Zabai
- Johnny Cheah: Min Han

## Nominacions
- Palma d'Or al Festival Internacional de Cinema de Cannes 1995 per John Boorman